# Clapeyron-Gleichung
Die Clapeyron-Gleichung, die Émile Clapeyron 1834 entwickelte, liefert die Steigung aller Phasengrenzlinien im p-T-Diagramm eines Reinstoffes, d. h. z. B. auch zwischen zwei festen Phasen. Sie lautet:
{\displaystyle {\frac {\mathrm {d} p}{\mathrm {d} T}}={\frac {\Delta _{\mathrm {trs} }S}{\Delta _{\mathrm {trs} }V}}}
mit
- {\displaystyle p} – Druck
- {\displaystyle T} – Temperatur in K
- {\displaystyle \Delta _{\mathrm {trs} }S} – Änderung der molaren Entropie, d. h. der Entropie pro Stoffmenge, beim Phasenübergang
- {\displaystyle \Delta _{\mathrm {trs} }V} – Änderung des molaren Volumens

## Spezifizierung für einzelne Phasenübergänge
Die Clapeyron-Gleichung lässt sich für verschiedene Phasengrenzen spezifizieren; insbesondere folgende Übergänge werden durch sie bestimmt:
- fest/flüssig, siehe Schmelzpunkt

- flüssig/gasförmig (Clausius-Clapeyron-Gleichung, Temperaturabhängigkeit des Sättigungsdampfdrucks):

{\displaystyle {\frac {\mathrm {d} p}{\mathrm {d} T}}\approx {\frac {\Delta _{\text{vap}}H\cdot p}{R\cdot T^{2}}}}
mit {\displaystyle \Delta _{\text{vap}}H} – molare Verdampfungsenthalpie
und {\displaystyle R} – universelle Gaskonstante
- fest/gasförmig (Temperaturabhängigkeit des Sublimationsdampfdrucks):

{\displaystyle {\frac {\mathrm {d} \ln p}{\mathrm {d} T}}\approx {\frac {\Delta _{\text{sub}}H}{R\cdot T^{2}}}}
mit {\displaystyle \Delta _{\text{sub}}H} – molare Sublimationsenthalpie

## Herleitung
Die gesuchte Steigung der Phasengrenzlinien im p-T-Diagramm wird durch die noch unbekannte Funktion {\displaystyle \mathrm {d} p/\mathrm {d} T} beschrieben.
An einer Phasengrenzlinie, d. h. bei dem Wertepaar aus Druck p und Temperatur T, bei dem zwei Phasen α und β im thermodynamischen Gleichgewicht koexistieren, besitzen diese beiden Phasen die gleichen chemischen Potentiale μ:
| {\displaystyle \mu _{\alpha }(p,T)=\mu _{\beta }(p,T)} |  | (1) |
| {\displaystyle \mu _{\alpha }(p,T)=\mu _{\beta }(p,T)} |  | (1) |

Da auf der gesamten Phasengrenzlinie auch bei infinitesimalen Veränderungen von p oder T Gleichung 1 gilt, muss auch die Veränderung der Potentiale immer gleich bleiben:
| {\displaystyle \mathrm {d} \mu _{\alpha }=\mathrm {d} \mu _{\beta }} |  | (2) |
| {\displaystyle \mathrm {d} \mu _{\alpha }=\mathrm {d} \mu _{\beta }} |  | (2) |

Aus der Gibbs-Duhem-Gleichung ist bekannt
| {\displaystyle \mathrm {d} \mu =-S_{\text{m}}\cdot \mathrm {d} T+V_{\text{m}}\cdot \mathrm {d} p}. |  | (3) |
| {\displaystyle \mathrm {d} \mu =-S_{\text{m}}\cdot \mathrm {d} T+V_{\text{m}}\cdot \mathrm {d} p}. |  | (3) |

Einsetzen in Gleichung 2 liefert
| {\displaystyle -S_{\alpha ,{\text{m}}}\mathrm {d} T+V_{\alpha ,{\text{m}}}\mathrm {d} p=-S_{\beta ,{\text{m}}}\mathrm {d} T+V_{\beta ,{\text{m}}}\mathrm {d} p}. |  | (4) |
| {\displaystyle -S_{\alpha ,{\text{m}}}\mathrm {d} T+V_{\alpha ,{\text{m}}}\mathrm {d} p=-S_{\beta ,{\text{m}}}\mathrm {d} T+V_{\beta ,{\text{m}}}\mathrm {d} p}. |  | (4) |

Ausklammern von dp und dT sowie anschließende Umformung liefert die Clapeyron-Gleichung:
| {\displaystyle {\frac {\mathrm {d} p}{\mathrm {d} T}}={\frac {\Delta _{\text{trs}}S}{\Delta _{\text{trs}}V}}} |  | (5) |
| {\displaystyle {\frac {\mathrm {d} p}{\mathrm {d} T}}={\frac {\Delta _{\text{trs}}S}{\Delta _{\text{trs}}V}}} |  | (5) |

mit {\displaystyle \Delta _{\text{trs}}S=S_{\beta ,{\text{m}}}-S_{\alpha ,{\text{m}}}}

und {\displaystyle \Delta _{\text{trs}}V=V_{\beta ,{\text{m}}}-V_{\alpha ,{\text{m}}}}.
Für reversible Vorgänge kann die Umwandlungsentropie aus der dabei umgesetzten Wärmemenge Qrev berechnet werden, die bei isobaren Vorgängen gleich der Änderung der molaren Enthalpie Hm ist:
| {\displaystyle \Delta S_{\text{m}}={\frac {Q_{\text{rev}}}{T}}={\frac {\Delta H_{\text{m}}}{T}}} |  | (6) |
| {\displaystyle \Delta S_{\text{m}}={\frac {Q_{\text{rev}}}{T}}={\frac {\Delta H_{\text{m}}}{T}}} |  | (6) |

Damit erhält man die Clausius-Clapeyron-Gleichung.